# Christopher Beazley
Christopher Beazley (* 5. September 1952 in Bexhill-on-Sea, East Sussex) ist ein britischer Politiker der Conservative Party.
Christopher Beazley ist der Sohn des Politikers Peter Beazley. Er studierte Geschichte an der Bristol University und schloss sein Studium mit dem akademischen Grad Bachelor of Arts ab. Nach seinem Studium war er zwei Jahre lang von 1874 bis 1976 für die Bank of England und danach von 1976 bis 1983 als Lehrer tätig, später als Research Officer an der Sussex University. Beazley war von 1984 bis 1994 und von 1999 bis 2009 Abgeordneter im Europäischen Parlament.